# Дамир Мартиновић
Дамир Мартиновић Мрле (Ријека, 15. јул 1961) је хрватски музичар, оснивач и басиста ријечке рок групе Лет 3.

## Музичка каријера
Пре 1986. године, током формирања Лет 2, тачније крајем 1970-их, Дамир Мартиновић Мрле је свирао у ријечком панк бенду Термити (чији ће хит „Вјеран пас” бенд прерадити годинама касније). Након распада Термита, Мрле наставља са активностима кроз мултимедијални пројекат Структурне птице.

## Приватни живот
Мартиновић је дуже време у браку са Иванком Мазуркијевић и имају ћерку Еву. Средином и крајем 2010-их пар је сарађивао на албумима других група, као и са Лет 3.